# Siemovit
Siemovit (en polonais : Siemowit) est le nom du plus ancien duc des Polanes connu. Il serait le fils de Piast le Charron, fondateur de la dynastie Piast. On ne peut exclure cette possibilité mais rien ne le prouve.
Son nom est mentionné pour la première fois dans la Chronique des ducs polonais de Gallus Anonymus, écrite vers 1113. C’est la tradition orale qui lui a transmis le nom de Siemovit et de ses deux successeurs. Il aurait pris le pouvoir en renversant le duc Popiel de Gniezno.
D’après la Chronique de Grande-Pologne (fin XIIIe siècle) et selon l’historien Jan Długosz (fin XVe siècle), Siemovit aurait succédé à son père.
Siemovit a régné au IXe siècle. Son fils Lech (en polonais : Leszek ou Lestko) lui a succédé.